# Algerijnse Partij voor Democratie en Socialisme
De Algerijnse Partij voor Democratie en Socialisme (Parti Algérien pour la Démocratie et le Socialisme) is een politieke partij in Algerije. De partij werd gevormd in 1993 door de orthodoxe communistische vleugel van Ettehadi dat splitste om de communistische ideologie te behouden.
PADS publiceert Le Lien des Ouvriers et Paysans.